# Kazuo Shiraga
Kazuo Shiraga (jap. 白髪 一雄, Shiraga Kazuo; * 12. August 1924 in Amagasaki, Präfektur Hyōgo, Japan; † 8. April 2008 ebenda) war ein japanischer Moderner Künstler.

## Leben
Shiraga wurde in einer Familie von Händlern für Kimonos geboren. Ab 1937 lernte er an der Mittelschule seiner Geburtsstadt Übersetzungen von Werken der klassischen chinesischen Literatur kennen. Im folgenden Jahr malte er zum ersten Mal in Öl, angeregt durch seinen Vater und einen Kunstlehrer, der diese für Japan neue Technik in einer Malschule lehrte. 1942 begann er ein Studium der klassischen japanischen Malerei Nihonga an der Kunsthochschule von Kyōto, der Kyōto-shiritsu Geijutsu Daigaku. 1944 wird er zur japanischen Armee in Ōsaka eingezogen, jedoch nicht zum Einsatz außerhalb Japans befohlen. 
Nach dem Ende des Zweiten Weltkriegs kehrte Shiraga zum Studium zurück. Er erkrankte 1946 schwer und war für ein halbes Jahr ans Bett gefesselt. Sein Studienkollege Akira Kanayama schenkte ihm in dieser Zeit zwei Bücher von Toyama Usaburo. 1948 schloss seine Studien an der Kyōtoer Kunsthochschule ab und heiratete. Im selben Jahr stellte er seine ersten Bilder auf Anraten seines Lehrers Ito Tsuguro aus. 1951 lernt er den Malstil von Jackson Pollock in einer Ausstellung kennen.
1952 wurde die Gegenwartskunst Diskussionsgruppe gegründet, an deren Ausstellungen Shiraga und seine Malerfreunde teilnehmen. Zusammen mit Saburo Murakami und Akira Kanayama gründete er Zero-kai („Zero-Gesellschaft“), zu der später auch Atsuko Tanaka hinzu stieß. 1953 entstand sein erstes Abstraktes Gemälde unter Verwendung eines Palettenmessers. Des Weiteren entstanden Gemälde, bei denen er die Ölfarben direkt mit seinen Händen und Fingern auftrug. Im Folgejahr entstanden seine ersten Fußgemälde, die er an Seilen hängend erstellt. Murakami und Shiraga hatten 1953 ihre erste Ausstellung in einem Kaufhaus in Ōsaka. In einem anderen Kaufhaus der Stadt zeigte er seine Fußgemälde in einer Gruppenausstellung der Zero-Gesellschaft. Diese löste sich 1955 durch den Beitritt in die Vereinigung Gutai Art Association auf. Shiraga nahm an der ersten Gruppenausstellung von Gutai im Ohara Gaikan in Tokio teil. Im selben Jahr erregten seinen Performance Paintings Challenging Mud und Red Logs als Formen des Action Painting Aufmerksamkeit. Seit dieser Zeit schrieb er in den Zeitschrift Gutai über seine Kunst. 1957 zeigt er Sanbasō-Super Modern, in der er auf der Bühne tanzt und Pfeile auf Leinwände schoss. Im gleichen Jahr reiste der französische Kunstkritiker Michel Tapié in Begleitung von Georges Mathieu und Imai Toshimitsu nach Japan und vereinte Gutai mit seiner Bewegung der art informel.
Im September 1958 wurden Shiraga und Gutai durch eine Ausstellung in der Galerie Martha Jackson in New York City bekannt, die anschließend in den USA und Kanada an verschiedenen Stationen gezeigt wurde. Mit Tapié schloss Shiraga einen Vertrag über den Verkauf seiner Werke in Europa ab. Er begann auf Leinwand zu malen und seine Gemälde in japanischer Schrift mit Kanji zu signieren. Ferner gab er seinen Werken Namen der Suikoden-Krieger, sodass sie besser unterschieden werden können. Bis dahin hatte er sie lediglich als Werke bezeichnet. Der Künstler Allan Kaprow nennt Shiraga den Gründer der Performancekunst. Aus dieser Periode des Action Painting erzielte sein unter anderem mit den Füßen gemaltes Werk Chijukusei Gotenrai aus dem Jahre 1961 bei einer Versteigerung im Münchener Haus Ketterer am 6. Dezember 2014 einen Erlös von ca. 2,6 Mio. €.
Ab 1966 wurden die Formate seiner Gemälde kleiner, er gab die Fußmalerei auf und produziert seine squeeze paintings, in welchen er mittels seiner Füße und einem Holzknüppel oder einer Holzplatte die Farben aufbringt. Er nahm Kontakt mit dem französischen Avantgardisten Jean-Jacques Lebel auf. Von 1968 an lehrte er Kunst in Ōsaka und machte dort seine Schüler mit der modernen Kunst des Westens bekannt. 
1971 gab Shiraga die Malerei auf und begann als Mönch im Tempel Enryaku-ji（延暦寺）der Tendai-Syuu (天台宗) auf dem Berg Hiei-zan（比叡山）in der Nähe von Kyōto. Ab 1972 begann er dort wieder zu malen und benutzte die besonders flüssigen Alkydfarben. Seine Palette reduzierte sich hauptsächlich auf schwarz-weiß. Seine Gemälde betitelte er unter anderem auch mit Bezug auf die Geschichte und den esoterischen Buddhismus. 1986 reiste er zum ersten Mal nach Europa zu zwei Einzelausstellungen seiner Werke in Paris.

## Preise und Auszeichnungen
- 2002: Osaka Art Prize

## Ausstellungen

### Gruppenausstellungen
- 1955: 1st Gutai Art Exhibition, Ohara Kaikan, Tokio.
- 1986: Japon des Avant-gardes, 1910-1970, Musée National d’Art Moderne. Centre Georges Pompidou, Paris.
- 2012: Destroy the Picture: Painting the Void, 1949-1962, Museum of Contemporary Art, Los Angeles, USA.
- 2012: Tokyo 1955-1970: A New Avant-Garde, Museum of Modern Art (MOMA), New York City, USA
- 2013: Gutai: Splendid Playground, Solomon R. Guggenheim Museum, Manhattan, New York City, USA

### Einzelausstellungen
- 1986: Erste Einzelausstellung außerhalb von Japan im Musée National d’Art Moderne, Paris
- 1988: Kazuo Shiraga, Galerie Georg Nothelfer, Berlin
- 1992: Galerie Stadler, Paris
- 1992: Kazuo Shiraga, Galerie Georg Nothelfer, Berlin (Katalog)
- 1993: Musée d'Art Moderne, Ville de Toulouse, Toulouse, Frankreich.
- 1999: Kazuo Shiraga, Galerie Georg Nothelfer, Berlin
- 2001: Hyogo Prefectural Museum of Art Kobe, Japan.
- 2004: Kazuo Shiraga, Galerie Georg Nothelfer, Berlin
- 2009: Yokosuka Museum of Art, Yokosuka, Japan.
- 2009/2010: Kazuo Shirage: Six Decades, McCaffrey Fine Art, New York City, USA.
- 2011: Kazuo Shiraga, McCaffrey Fine Art.
- 2012: Kazuo Shiraga, Axel Vervoordt Gallery, Antwerpen, Belgien.
- Compagnia dell'Arte, Serravalle, San Marino.
- Hauser & Wirth, Zürich/London/New York.
- Annely Juda Fine Art, London.
- 2013: Christie’s, Paris.
- 2014: Auktionshauis Philips New York.
- 2014: Kazuo Shiraga, Axel Vervoordt Gallery, Hong Kong.